# O-Zone
O-Zone was een Moldavische dj- en producergroep.

## Geschiedenis
In 1998 richtten Dan Bălan en Petru Jelihovschi het duo O-Zone op. In september 1999 brengt het duo het debuutalbum Dar, unde eşti... uit. Het album werd geen succes en het duo brak niet door in eigen land. Jelihovschi wilde niet verder in het duo, omdat hij geen muzikale carrière wilde hebben. 
Begin 2001 ging Bălan op zoek naar een zanger die het duo weer compleet zou maken. Via open audities vond hij de toen zeventienjarige Arsenie Todiraș. Alhoewel Bălan eerst weinig vertrouwen had in de zangcapaciteiten van Todiraș, overtuigde hij Bălan genoeg. Vlak na de audities kreeg Bălan een telefoontje van Radu Sîrbu, die interesse had gehad om auditie te doen, maar de audities wegens omstandigheden had gemist. Bălan gaf gehoor aan het telefoontje en liet Sîrbu auditie doen. Deze auditie liep echter vrij succesvol. Dit liet Bălan doen besluiten om van O-Zone een trio te maken.  
Om meer succes te krijgen verhuisde de groep naar Boekarest, Roemenië. Hier brachten ze hun eerste album als trio uit, genaamd Number 1. Ook dit album werd niet succesvol. In 2003 werd hun single Despre Tine met enorm succes ontvangen. Het haalde zelfs de toppositie in de Roemeense hitlijsten en bleef daar staan voor drie weken. Ook in Nederland en België genoot het nummer van milde populariteit. 
De grote wereldwijde doorbraak van O-Zone kwam in 2004. Het liedje Dragostea din tei werd een zomerhit in grote delen van Europa, inclusief Nederland en België. In de Nederlandse hitlijsten bleef het nummer voor negen weken op 1 staan en werd het de best verkochte single van 2004. In België haalde het ook een hoge klassering, alleen haalde het niet de toppositie. Die was voor het liedje Wild dances van Ruslana. In eerste instantie zou het nummer helemaal niet worden uitgebracht in heel Europa als single. Eerder, in het najaar van 2003, was het liedje al een grote hit in Roemenië, maar er waren geen verdere plannen om de single opnieuw uit te brengen. Totdat het duo Haiducii er een cover van maakte en dat uitbracht in Italië, waar de cover een hit werd. De Italiaanse platenmaatschappij Time Records sloot daarop een contract met O-Zone om het originele liedje uit te brengen in Italië. Niet veel later werd het ook een hit in vele andere Europese landen. 
Op 13 januari 2005 maakte de groep bekend uit elkaar te gaan, vanwege privéredenen. Het laatste concert kwam datzelfde jaar en vond plaats in Roemenië. Sindsdien hebben de leden allemaal een solocarrière.

## Discografie
- Dar, Unde Esti (2000)
- Number 1 (2002)
- DiscO-Zone (2004)

## Bekendste nummers
De bekendste nummers van O-Zone zijn:
- Numai Tu (Alleen maar jij)
- Dragostea din tei (Liefde onder de lindeboom)
- Oriunde ai fi (Waar je ook bent)
- Fiesta de la noche (Nachtfeest)
- Despre Tine (Over jou)
- Printre Nori (Tussen de wolken)
- De ce plâng chitarele (Waarom huilen de gitaren)
- Nopți fǎrǎ somn (Nachten zonder slaap)
- Te voi iubi (Ik zal van jou houden)

## Hitlijsten

### Albums
| Album met eventuele hitnotering(en) in de Nederlandse Album Top 100 | Datum van verschijnen | Datum van binnenkomst | Hoogste positie | Aantal weken | Opmerkingen |
| ------------------------------------------------------------------- | --------------------- | --------------------- | --------------- | ------------ | ----------- |
| DiscO-Zone                                                          | 2004                  | 24-07-2004            | 41              | 7            |             |

| Album met hitnotering(en) in de Vlaamse Ultratop 200 albums | Datum van verschijnen | Datum van binnenkomst | Hoogste positie | Aantal weken | Opmerkingen |
| ----------------------------------------------------------- | --------------------- | --------------------- | --------------- | ------------ | ----------- |
| DiscO-Zone                                                  | 2004                  | 31-07-2004            | 63              | 9            |             |

### Singles
| Single met eventuele hitnotering(en) in de Nederlandse Top 40 | Datum van verschijnen | Datum van binnenkomst | Hoogste positie | Aantal weken | Opmerkingen                                                                      |
| ------------------------------------------------------------- | --------------------- | --------------------- | --------------- | ------------ | -------------------------------------------------------------------------------- |
| Dragostea din tei                                             | 2004                  | 10-06-2004            | 1(9wk)          | 22           | Hit van het jaar 2004 / Best verkochte single van 2004 / Dancesmash op Radio 538 |

| Single met hitnotering(en) in de Vlaamse Ultratop 50 | Datum van verschijnen | Datum van binnenkomst | Hoogste positie | Aantal weken | Opmerkingen |
| ---------------------------------------------------- | --------------------- | --------------------- | --------------- | ------------ | ----------- |
| Despre tine                                          | 2004                  | 04-09-2004            | 35              | 6            |             |
| Dragostea din tei                                    | 2004                  | 15-05-2004            | 2               | 24           |             |